# Marcus Licinius Ripanus
Marcus Licinius Ripanus war ein im 3. Jahrhundert n. Chr. lebender Angehöriger des römischen Ritterstandes (Eques).
Durch eine Weihinschrift, die beim Kastell Camboglanna gefunden wurde und die auf 201/300 datiert wird, ist belegt, dass Ripanus Präfekt war. Laut John Spaul war er Präfekt der Cohors II Tungrorum, die in der Provinz Britannia stationiert war.